# Pablo Longoria
Pablo Fernández Longoria (Oviedo, 9 de junio de 1986) es un director deportivo y dirigente deportivo español.

## Biografía
En 2007 fue reclutado como ojeador por el Newcastle United Football Club, y en 2009 como jefe de ojeadores por el Real Club Recreativo de Huelva, donde consiguió la cesión de Sinama Pongolle al Recre, recién ascendido.
En 2010 lo incorpora el Atalanta Bergamasca Calcio a su equipo de ojeadores, y en 2013 la Unione Sportiva Sassuolo Calcio. En 2015 pasa a la Juventus de Turín, hasta que en 2018 lo ficha el Valencia Club de Fútbol dirigido por Mateu Alemany y entrenado por Marcelino García Toral. Tras la salida de estos de la entidad valenciana, Longoria ficha por el Marsella en 2020 como director deportivo, sucediendo en el cargo a Andoni Zubizarreta. El 26 de febrero de 2021 es nombrado presidente del club. El 20 de septiembre de 2023, se apartó temporalmente de su cargo tras recibir amenazas de muerte por parte de los ultras del equipo marsellés.